# Like a G6
Singles de Far East Movement
Girls on the Dancefloor
(2009) Rocketeer
(2010)
Singles par Dev
Bass Down Low
(2010)
Like a G6 est une chanson de Far East Movement sortie le 13 avril 2010 comme single de l'album Free Wired (2010). La chanteuse Dev interprète également ce titre. La chanson a été écrite, composée et produite par The Cataracs. G6 fait référence au Gulfstream G650 à travers les paroles « Sipping sizzurp in my ride like Three Six Feeling so fly like a G6 ».

## Classement
| Classement (2010)                      | Meilleure position |
| -------------------------------------- | ------------------ |
| Allemagne (Media Control AG)           | 15                 |
| Australie (ARIA)                       | 2                  |
| Autriche (Ö3 Austria Top 40)           | 8                  |
| Belgique (Flandre Ultratop 50 Singles) | 2                  |
| Belgique (Wallonie Ultratip 50)        | 2                  |
| Brésil (Hot 100)                       | 8                  |
| Brésil (Hot Pop Songs)                 | 2                  |
| Canada (Hot 100)                       | 3                  |
| Corée du Sud (GAON)                    | 1                  |
| Danemark (Tracklisten)                 | 19                 |
| États-Unis (Hot 100)                   | 1                  |
| États-Unis (Pop Airplay)               | 4                  |
| États-Unis (Dance Club Songs)          | 3                  |
| États-Unis (R&B/Hip-Hop Songs)         | 84                 |
| États-Unis (Rap Songs)                 | 3                  |
| Finlande (Suomen virallinen lista)     | 15                 |
| France (SNEP)                          | 15                 |
| Irlande (IRMA)                         | 12                 |
| Pays-Bas (Nederlandse Top 40)          | 4                  |
| Nouvelle-Zélande (RMNZ)                | 1                  |
| Pologne (ZPAV)                         | 18                 |
| Tchéquie (IFPI Rádio)                  | 28                 |
| Royaume-Uni (UK R&B Chart)             | 1                  |
| Royaume-Uni (UK Singles Chart)         | 5                  |
| Slovaquie (IFPI Rádio)                 | 6                  |
| Suède (Sverigetopplistan)              | 7                  |
| Suisse (Schweizer Hitparade)           | 10                 |